# No. 71 Wing RAAF
No. 71 Wing était une unité militaire de la Royal Australian Air Force (RAAF) pendant la Seconde Guerre mondiale. Elle a été formée en février 1943 à Milne Bay, en Papouasie-Nouvelle-Guinée.

## Histoire
La No. 71 Wing a été créée le 26 février 1943 pour contrôler quatre squadrons basés à Milne Bay en Papouasie-Nouvelle-Guinée : le No. 6 Squadron, le No. 75 Squadron, le No. 77 Squadron et le No. 100 Squadron,. Son premier commandant était le Wing Commander (plus tard Group Captain) Ian McLachlan.

## Commandants
Le No. 71 Wing RAAF était commandé par les officiers suivants :
| À partir de    | Nom                                     |
| -------------- | --------------------------------------- |
| février 1943   | Group Captain ID McLachlan              |
| juin 1943      | Group Captain DC Candy                  |
| Octobre 1943   | Wing Commander BR Pelly                 |
| janvier 1944   | Wing Commander CT Hannah (intérimaire)  |
| Février 1944   | Group Captain BR Pelly                  |
| mai 1944       | Wing Commander RH Moran                 |
| Octobre 1944   | Wing Commander EW Cooper                |
| avril 1945     | Group Captain VE Hancock                |
| Septembre 1945 | Group Captain T. Primrose               |
| Octobre 1945   | Wing Commander LR Trewren (intérimaire) |